# キアーリの戦い
キアーリの戦い（キアーリのたたかい、Battle of Chiari）は、スペイン継承戦争における戦闘の一つ。1701年9月1日に現在のイタリア・ピエモンテ州ブレシア県の都市キアーリでオーストリア（ハプスブルク帝国）とフランス軍が衝突した。
プリンツ・オイゲン率いるオーストリア軍は、チロルから中立国であるヴェネツィア領内を横切り北イタリアに進撃した。それに対して、フランス軍を率いるニコラ・カティナはカルピで迎え撃ったが敗北を喫していたため（カルピの戦い）、ヴィルロワ公フランソワ・ド・ヌフヴィルが代わりに指揮官となっていた。オイゲンはロンバルディアを北西に進軍し、1701年9月1日にキアーリで両軍は激突した。

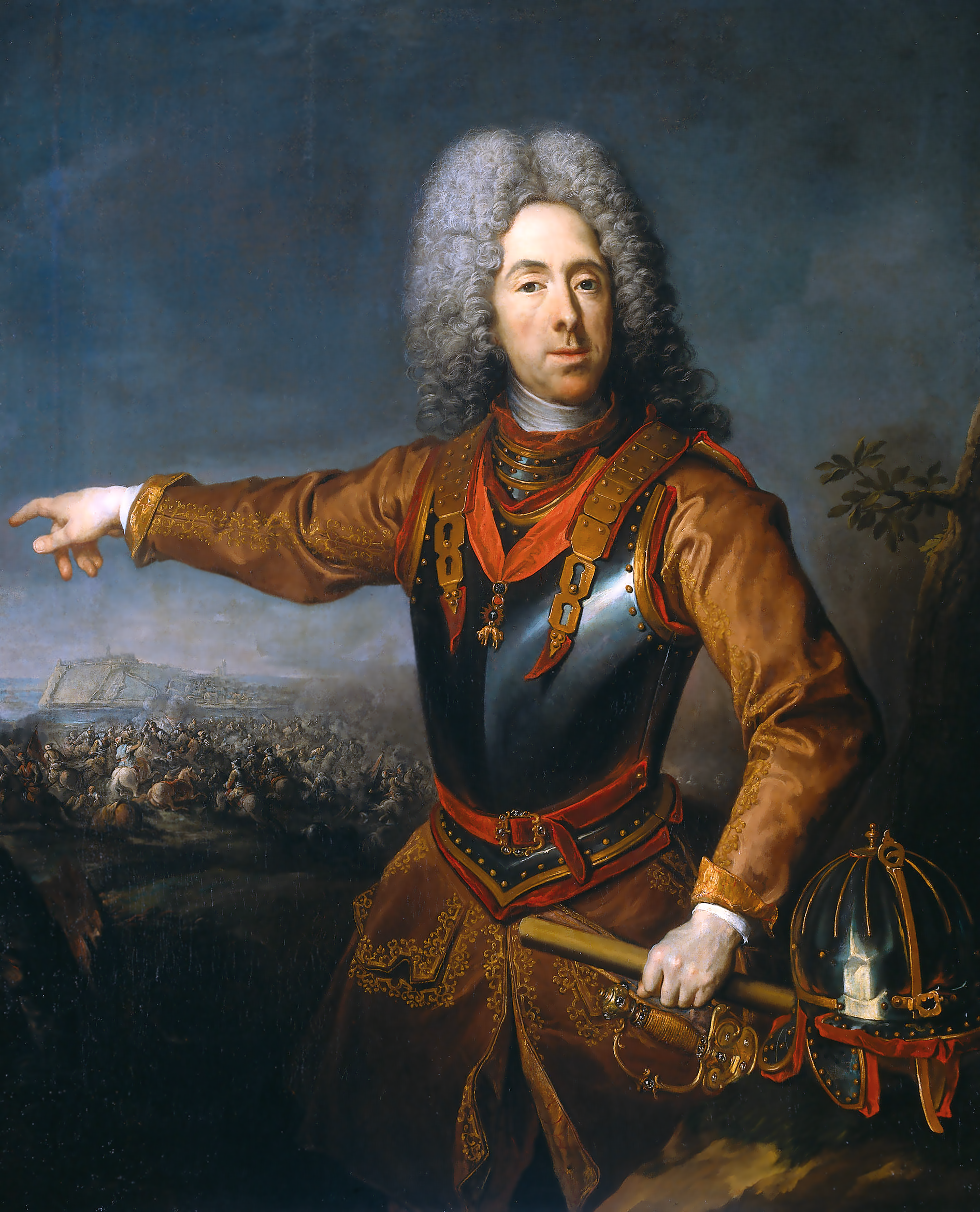
プリンツ・オイゲン
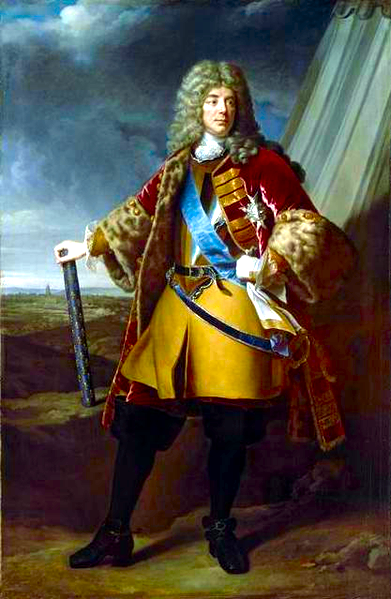
ヴィルロワ公
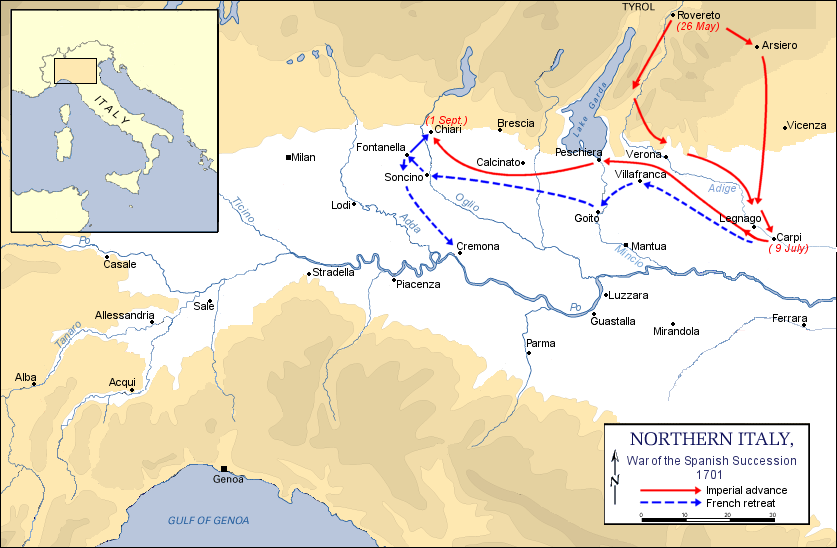
オーストリア軍とフランス軍の進路

フランス軍38,000人ほどに対してオイゲン率いるオーストリア軍は22,000人ほどと数の上では劣勢であったが、オーストリア軍は戦いに有利な地点を占拠していた。フランス軍は陣地に突撃をかけたが、待ち構えていたオーストリア軍は周囲を川に囲まれた陣地で正面に大砲を設置していたため、2時間後にはフランス軍はおよそ3,000人の損害を出して敗れ去った。一方、オーストリア軍の損害はわずか200名ほどだった。戦後フランス軍とオーストリア軍は膠着状態となり戦闘は行われなくなったが、1702年に入りオーストリア軍はフランス軍に奇襲を仕掛けた（クレモナの戦い）。